# BMW R1200 S
La BMW R1200 S è una motocicletta del segmento delle sportive prodotta dalla casa tedesca BMW.

## Descrizione
Presentata sul finire del 2005 alle rassegne fieristiche Intermot di Colonia ed EICMA di Milano, la R1200 S debutta sul mercato nella primavera del 2006, sostituendo il modello R1100 S, già noto agli appassionati di motociclismo per essere stato protagonista di un combattutissimo campionato monomarca denominato Boxer Cup.
All'epoca della sua immissione sul mercato, la R1200S rappresentava il fiore all'occhiello della prestigiosa casa bavarese non solo per l'elevata tecnologia e per i noti standard qualitativi, ma per almeno un paio di motivi in più. Il primo dei due era sicuramente rappresentato dal suo propulsore, il bicilindrico boxer (anima storica delle moto bavaresi) che raggiungeva il più elevato step di potenza di sempre con 122 CV dichiarati, ed in secondo luogo perché questa motocicletta si proponeva di rappresentare un punto di svolta nel difficile e competitivo mercato delle moto sportive.
Infatti con la R1200 S venne realizzata per la prima volta una motocicletta assolutamente sportiva come concetto, ma con un comfort di marcia più che buono, come nella tradizione del marchio tedesco.
Un compromesso, questo, ritenuto fino al momento irraggiungibile e raggiunto soltanto parzialmente dalle varie case costruttrici con prodotti classificati come Sport-tourer.
Le soluzioni tecniche adottate su questo modello ricalcavano i canoni tradizionali della BMW: motore bicilindrico boxer, sospensione anteriore telelever e posteriore paralever EVO, trasmissione finale tramite giunto cardanico. Il propulsore ha per ciascun cilindro 4 valvole e doppia accensione; per ottenere maggiore potenza, tra l'altro, è stato modificato il diagramma della distribuzione e l'alzata delle valvole è aumentata. Gli alberi a camme, per aumentare l'affidabilità, sono supportati da tre cuscinetti invece che da due come nelle versioni precedenti. Ulteriori modifiche sono state apportate alle molle delle valvole ed ai relativi bilancieri. È stato aumentato il rapporto di compressione per un rendimento termico migliore; tale modifica ha motivato l'inserimento di un sensore per il rilevamento della detonazione per correggere opportunamente gli anticipi dell'accensione. Opzionalmente venivano offerte, con sovrapprezzo, sospensioni sportive anteriori e posteriori della nota casa svedese Ohlins ed un cerchio posteriore con canale da 6 pollici in grado di ospitare pneumatici da 190mm.
L'ABS, anch'esso offerto opzionalmente, era disinseribile per l'uso in pista. La casa bavarese dichiarava un angolo di piega prima del contatto dei cilindri con l'asfalto, di ben 52° di inclinazione.
Il modello veniva proposto in quattro differenti colorazioni: Giallo Brillante, Magma Red/Titan Silver, Nero Notte, White Aluminium Metallizzato.
Tra gli accessori, oltre alle già citate sospensioni sportive, cerchio maggiorato ed ABS: allarme BMW, coprisella monoposto, manopole riscaldate, parabrezza fumé, borsa da serbatoio, terminale di scarico Akrapovic in carbonio e titanio omologato.
Il modello non ha avuto un lungo corso commerciale. Prodotta solo per due anni, è uscita dal listino BMW nel 2008, anno di commercializzazione del modello HP2 Sport.